# Gollam
Gollam (eredeti nevén: Szméagol, Szobotka Tibor fordításában: Nyelem) egy, a hobbitok népébe tartozó szereplő J. R. R. Tolkien Középfölde-mitológiájában. Kulcsfontosságú szereplő a Hobbitban és a Gyűrűk Urában. Peter Jackson filmjeiben Andy Serkis adta a hangját és a mozgását a számítógépes animációval létrehozott szereplőnek. Az egyik legismertebb animált karakter a filmtörténetben, Serkis és a stáb is rengeteg elismerést kapott megalkotásáért, hiszen e technológia terén igazi úttörőnek számítottak.

## Története

### A Gyűrű megtalálása
Szméagol hobbit volt, a sztúrok (egy hobbit törzs) tagja, aki Nősziromföldén, az Anduin mentén élt rokonaival. Fiatalkorában, a Harmadkor 2400-as éveiben történt meg vele az az esemény, mely alapjaiban változtatta meg az életét, és mely elindítja A Gyűrűk Ura és A hobbit történetét. Ezt az esetet, és Gollam akkori jellemét legpontosabban Gandalf meséli el A Gyűrűk Urában:
„Sok-sok évvel történtek után, de azért még mindig nagyon régen, élt a Nagy Folyó mentén, a Vadon határán egy ügyes kezű és gyors lábú kis nép. Azt hiszem hobbit-fajta lehetett, rokon a sztúrok őseinek őseivel (...) Volt köztük egy nagyhírű család, amely számban és vagyonban fölülmúlta majdnem az összes többit.(...) A család legkíváncsibb, legfürkészőbb tekintetű tagját Szméagolnak hívták. Volt egy barátja, akit Déagolnak hívtak, hasonló fickó, éles szemű, de nem olyan gyors és erős. Egy szép napon csónakba ültek, és beeveztek Nősziromföldére, ahol dúsan nőtt az írisz, és virágoztak a nádasok. Itt Szméagol kiszállt és fürkészve járta a partot, Déagol pedig a csónakban maradt horgászni. Egyszer csak egy nagy hal bekapta a horgot, és egy szempillantás alatt magával ragadta Déagolt a vízbe, egészen a folyó fenekéig. Ott Déagol elengedte a horgászbotot, mert valami fényes tárgyat pillantott meg a mederben; még volt annyi levegő a tüdejében, hogy utánakapjon.” (A Gyűrűk Ura – A Gyűrű Szövetsége, 3. fejezet)
A fényes tárgy az Egy Gyűrű volt, egy olyan varázsgyűrű volt, mely láthatatlanná teszi viselőjét és hosszú életet ad neki. A Gyűrűnek más képessége is volt: megőrjítette és megnyomorította azt, aki sokáig viselte, azért, hogy visszajuthasson gazdájához, Szauronhoz.
Szméagolt annyira megigézte a Gyűrű, hogy mindenáron el akarta venni Déagoltól. Születésnapjára hivatkozva követelte Déagoltól, aki nem akarta odaadni. Szméagol nem bírt ellenállni a Gyűrű csábításának, és megfojtotta Déagolt. A Gyűrű olyan erőt adott neki, amilyen illett a jelleméhez: Szméagolból bűnöző vált, a családja kiátkozta őt. Ezentúl Szméagol  magányosan járt és magában dünnyögött: így ragadt rá a Gollam név. Végül miután családja végleg elüldözte, Gollam elbújt, és magával vitte a Gyűrűt keletre, a Köd-hegység barlangjaiba.

### Találkozás a Zsákossal
Gollam csaknem 500 évig tartotta magánál a Gyűrűt, melynek hatalmával orkokra vadászott a sötét alagutakban. Így történt meg, 2941-ben, hogy Gollam egy portyája során elhagyta a Gyűrűt, amelyet Zsákos Bilbó, egy hobbit talált meg. Bilbó a Ködhegységen át utazott tizenhárom törp társaságában, mikor a hegyi orkok elrabolták és behurcolták őket a hegység belsejébe. A társaságnak Gandalf, a mágus segítségével ugyan sikerült kiszabadulniuk, de a menekülés közben Bilbó elesett és beverte a fejét egy kőbe. Bilbó elvesztette az eszméletét, és mikor később felébredt, hiába kereste a kiutat a sötét barlangban. Bolyongása közben egy mocskos, hideg, barlangi tavat talált, ott találkozott össze Gollammal. (lásd még: A hobbit, 4. f.).
Mikor Gollam meglátta Bilbót, nagyon megörült, hogy friss húst talált, ezért meg akarta ölni és meg akarta enni a hobbitot. Bilbó tudta, hogy Gollam képes kivezetni őt a barlangból, ezért egy ősi játékot ajánlott Gollamnak: találós kérdéseket tettek föl egymásnak. A játék tétje: ha Bilbó nyer (olyan találós kérdést tesz föl, amire Gollam nem tud válaszolni, vagy Gollam nem tud új találós kérdést mondani), akkor Gollam kivezeti őt a barlangból, viszont ha Gollam nyer (azaz, olyan találós kérdést tesz föl, amire Bilbó nem tud válaszolni, vagy Bilbó nem tud új találós kérdést mondani), Gollam megeheti Bilbót.
Mindketten öt-öt találós kérdést tettek föl, Gollam olyan kérdéseket tett föl, melyek az életét jellemzik (hegy, szél, sötétség, hal, idő), ezt látva Bilbó megpróbálta olyan kérdésekkel zavarba hozni Gollamot, amiket régóta (500 éve) nem látott (például: nap és százszorszép, tojás), ez sokszor sikerült neki, de Gollam végül mindig megválaszolta őket.
Utoljára Bilbó jött, de nem jutott eszébe semmilyen fejtörő, így egy szabálytalan kérdést tett föl: "Mi van a zsebemben?". Gollam eleinte nem akarta hagyni a szabályszegést, majd mégis megengedte a kérdést, ha hármat találhat. Gollam egyik találgatása sem volt helyes (Bilbó keze, kés, spárga vagy semmi), így Bilbó nyert. Gollam megharagudott és visszaevezett a szigetére, azt tervezte, a Gyűrű segítségével eltűnik és meggyilkolja a hobbitot, azonban nem találta a varázsgyűrűt. Ekkor rájön, hogy mi van Bilbó zsebében. Gollam rátámad Bilbóra, aki elfut. Menekülés közben Bilbó véletlen ujjára húzza a Gyűrűt és eltűnik. Gollam tovább üldözi őt a kijárat irányában, így akaratlanul is kivezeti a hobbitot a barlangból. Mikor Gollam rájön, mi történt, örök bosszút esküszik és eldönti: visszaszerzi „drágaszágát”. (lásd még: A hobbit, 5. f.).

### A Gyűrű nyomában
Gollam sokáig kereste A Gyűrűt, és nyomára is akadt, de a Megye felé vezető utat nem merte megtenni, mert félt a kószáktól és Elrond tündéitől. Mordorban éppen ekkor kezdett Szauron hatalma újra megerősödni és a sötét erő Mordorba vonzott minden gonosz lényt. Gollam tehát dél felé indult és Cirith Ungol hágóján próbált átkelni a Mordort határoló sötét hegyeken. Gollam itt találkozott a pókszerű szörnyeteggel, a Banyapókkal. Az óriáspóknak Gollam a fél fogára sem lett volna elég, ezért egyezséget kötött vele: Gollam áldozatokat vezet a Banyapók odújába, s cserébe ő életben maradhat.
Mordor határában a Sötét Úr, Szauron, aki szintén a gyűrűjét kereste, fogságba ejtette, és kivallatta. Hosszú és kínkeserves vallatás során Gollam kínjai közt két szót nyögött ki: „Megye, Záákosz” (Ekkor indultak meg a gyűrűlidércek a Megye felé). 
Szauron miután megtudta, hol a Gyűrűje, szabadon eresztette Gollamot, aki nem sokáig örülhetett szabadságának, mert hamarosan Aragorn, a kósza rátalált, és Gandalfhoz vitte. A mágus szintén vallatóra fogta, és megtudta tőle, hogy Szauron is tud már a Gyűrű hollétéről, így hát sietett a Megyébe, hogy útjára indítsa Frodót, mielőtt a gyűrűlidércek odaérnek, Gollamot pedig az erdőtündéknél hagyta, hogy vigyázzanak rá. Gollam azonban innen is megszökött, és a sikertelen próbálkozásai után, hogy visszaszerezze a Gyűrűt, Móriában maradt, míg (szerencséjére) a Gyűrű Szövetségének 9 tagja, köztük Frodó, a Gyűrűhordozó, tulajdonában az Egy Gyűrűvel meg nem érkezett a törpbányákba. Gollam nem akarta még egyszer elveszteni „drágaszágát”, s ezért követte a Gyűrű Szövetségét, egészen annak a felbomlásáig, mikor elérkezettnek látta az időt, hogy visszaszerezze a Gyűrűt Frodótól. A Gyűrűk Ura – A Gyűrű Szövetsége).
Ez a Harmadkor 3019. évében történt.

### A Gyűrűhordozó szolgálatában
Miután Frodó és Samu elvált a szövetségtől, Emyn Muil hegyein át próbáltak Mordorba, a Végzet Hegyéhez jutni, ahol elpusztíthatják a Gyűrűt. Aggódva vették észre, hogy Gollam továbbra is követi őket. Aggódásuk nem volt alaptalan, Gollam egy éjszaka rájuk támadt és megpróbálta elvenni a Gyűrűt, de a Fullánkkal felfegyverzett Frodó meghiúsította kísérletét. Gollam élete ekkor teljesen Frodó kezében volt, ő azonban mégsem ölte meg őt, emlékezve arra, amit Gandalf mondott Móriában:
Frodó: „De sajnálom, hogy Bilbó nem ölte meg azt az ocsmány férget, amikor alkalma lett volna rá!”
Gandalf: „Sajnálod? Bilbó meg őt sajnálta meg. Szánalom és irgalom tartotta vissza a kezét...”
Frodó: „Jó. De én félek, és különben is, semmi szánalmat nem érzek Gollam iránt...Megérdemli a halált.”
Gandalf: „Megérdemli! Lehet. Sokan vannak, akik élnek, pedig halált érdemelnének. És vannak, akik meghalnak, pedig életet érdemelnének. Nekik mit tudsz adni? Hát akkor ne siess úgy a halálos ítéletekkel. Hiszen még a legbölcsebbek se látják mindennek a végét” (A Gyűrűk Ura – A két torony, Szméagol megszelídítése)
Frodó inkább vezetőként akarta alkalmazni a Mordorba vezető utat jól ismerő Gollamot. Kihasználva a benne uralkodó két ént (a gyengébb, szelídebb Szméagolt és az akaratosabb, erősebb Gollamot) Frodó megeskette Szméagolt a Gyűrűre, hogy elvezeti őt és Samut Mordor Kapujáig. Frodó félt, hogy Gollam megszökik esküje alól, s ezért megkötözte a Lothlórienben kapott kötéllel, de a tündék keze munkája olyan kínt jelentett Gollamnak, hogy Frodó kénytelen volt leoldani róla. Gollam meghálálta Frodó irgalmát, és szökési kísérlet nélkül vezette át a hobbitokat a Holt-lápon, egészen Mordor Kapujáig. Az azonban jól volt őrizve, a hobbitoknak lehetetlen volt bejutniuk, de más utat nem ismertek. Gollam viszont felajánlotta, hogy egy titkos átjárón elvezeti őket Mordorba. A hobbitoknak nem volt más választásuk, így Gollam vezetésével délnek indultak Cirith Ungol hágója felé. Frodó, Samu és Gollam Ithilia földjén utazva találkoztak Faramirral, Gondor kapitányával, Boromir öccsével. Faramir egy szabadcsapatot vezetett, amely Szauron haradi szövetségeseinek seregeit támadta. Miután Faramir kihallgatta őket, és meggyőződött afelől, hogy nem ellenségek, elvezette Frodót és Samut a Tiltott Tóhoz, a gondoriak szent tavához. Gollam, aki nem találkozott Faramirral és nem tudott a tóról, bent halászott Tiltott Tóban. Faramir meg akarja ölni a szentségtörőt, de Frodó nem engedi, mert csak Gollam vezetheti el céljához, a Végzet Hegyéhez. Végül Gondor kapitánya megkíméli Gollam életét, mert rájön eme küldetés fontosságára. Ekkor egy  földalatti átjárót mutat Frodóéknak, amely kivezeti őket a városból. A hobbitok elindulnak, hogy megmentsék Középföldét Szauron uralmától.

### Gollam árulása
Gollam csapdát állított Frodóéknak, mikor Cirith Ungol felé csalta őket. A titkos út Mordorba ugyanis a Banyapók, Gollam szövetségese odúján át vezetett. Úgy gondolta, mivel egyedül nem tud elbánni a két hobbittal, a munka nehezét a pókra bízza, s miután a hobbitok halottak, Gollam ellopja a Gyűrűt Frodótól.
Gollam bevezette Frodót és Samut a Banyapók odújába, de mikor válaszúthoz értek, Gollam eltűnt. A Banyapók ekkor megtámadta a hobbitokat, akik Galadriel üvegcséjének segítségével menekültek ki az odúból. Ott Gollam, aki megesküdött, hogy Frodót nem bántja, Samura ugrott, míg a Banyapók Frodót támadta meg. Samunak sikerült visszavernie Gollam támadását, majd rohant Frodó után, hogy megmentse, de elkésett: a Banyapók megmarta és behálózta Frodót, Samu megsebezte és ezzel elriasztotta a szörnyeteget, de riadtan vette észre, hogy Frodó már élettelen. Orkok közeledtét hallotta, ezért kénytelen volt otthagyni Frodót, de előtte elvette tőle a Gyűrűt. Az orkok, akik ismerték a Banyapók szokásait, tudták, hogy Frodó nem halott, csak elájult, ezért elvitték Frodót a közeli ork-toronyba.
Samu felhúzta a Gyűrűt, és annak segítségével megpróbálta kiszabadítani Frodót a toronyból.
Eközben az orkok két vezetője, Sagrat és Gorbag összeveszett Frodó mithril-páncélingjén és harc tört ki a toronyban Sagrat és Gorbag orkjai között. Samunak sikerült bejutnia az ork-toronyba, amiben már csak két élő orkot talált. Samunak sikerült kiszabadítania Frodót és elindultak a Végzet Hegye felé.
lásd még: A Gyűrűk Ura – A két torony).

### A Végzet Hegyén
Gollam tovább követte Frodót és Samut, egészen az Orodruin kráteréig, ahol Frodónak el kellett pusztítania a Gyűrűt. Gollam nem akarta pusztulni hagyni a „drágaságát”, rátámadt Frodóra, és leharapta az ujjáról a Gyűrűt. Örömében, hogy végre visszaszerezte a drágaságát, nem vette észre a tátongó szakadékot, és bezuhant a hegy tüzébe, ahol a Gyűrűvel együtt ő is elpusztult.
Utolsó szava: „Drágaszágom!”.

## Szméagol és Gollam kapcsolata
A Gyűrű annyira eltorzította Szméagolt, a fiatal hobbitot, hogy kialakult egy másik én, Gollam. Gollamként nem csak Szméagol személyisége halványult el, hanem testileg is megváltozott. Az, hogy a Gyűrű természetellenesen hosszú életet biztosított Gollamnak, és ötszáz évig mérgezte az elméjét; valamint, hogy gyilkolással jutott hozzá a Gyűrűhöz, okozta ezt a kettős személyiséget. Így jöhetett létre Szméagol és Gollam kettőssége. A helyzetén az is rontott, hogy a Gyűrű bekényszerítette őt a hegy alá, és magányban volt kénytelen élni. Szméagolnak nemcsak a szelleme, hanem a teste is "meghasadt". A hosszú évek során betegessé vált rajongása a Gyűrű iránt. Ragaszkodása olyan végleteket ért el, amik még mélyebbre taszították a sötétségben. Saját életét rendelte alá "drágaszágának".
Mindezek ellenére Gollamban továbbra is életben maradt a hajdani kis hobbit, ezért volt az, hogy egy-egy véletlen pillanat során meg tudta őt érinteni Frodó szánalma és együttérzése. Ám ez a gyenge bizalmi szál végképp elszakadt (mikor Frodó akaratlanul elárulta), Gollam végérvényesen a felszínre tört és legyőzte Szméagolt. És végül a Gyűrű olyan őrületbe kergette őt, ahonnan nem volt visszaút. Jellegzetes momentuma volt halálának, amikor a végzet felé zuhanva is boldogság tükröződött arcán a visszanyert ékszer miatt.
Gollam skizoid problémái azonban nem csak a rajongók együttérzését váltották ki. Az egyik londoni egyetem harminc hallgatója azt a feladatot kapta, hogy vizsgálják meg orvosi szempontból ennek a lénynek a viselkedését: "A skizoid személyiségzavarra jellemző kilenc tünetből hét jelentkezik nála, és ha muszáj megneveznünk Gollam problémáját, ez a legvalószínűbb diagnózis" – mondta dr. Elizabeth Sampson, a kutatócsoport vezetője egy brit orvosi lapnak. Azonban az is elgondolkodtató, hogy a két "én"- je között milyen kapcsolat volt, hiszen ennek a lénynek a tudatában tisztán jelen volt egymás mellett Gollam és Szméagol is. Így a teljes skizofrénia csak akkor mondható ki nyíltan rá, amikor gonoszabbik fele teljes mértékben elnyomja gyengébbik egóját. (Fontos ugyanakkor megjegyezni, hogy a skizoid személyiségzavar nem azonos a skizofréniával, és egyik diagnózisnak sem kritériuma a többszörös személyiség.) Lásd még: alteregó.